# Nothronychus
Nothronychus là một chi khủng long, được Kirkland & Wolfe mô tả khoa học năm 2001.